# Neusalza-Spremberg
Neusalza-Spremberg település Németországban, azon belül Szászország tartományban. Lakosainak száma 3169 fő (2023. december 31.). Neusalza-Spremberg Šluknov, Jiříkov, Beiersdorf, Schönbach és Ebersbach-Neugersdorf községekkel határos.

## Népesség
A település népességének változása:
| Lakosok száma | 3410 | 3337 | 3211 | 3165 | 3169 |
|               | 2017 | 2019 | 2021 | 2022 | 2023 |